# 藤井康一
藤井 康一（ふじい こういち、1957年（昭和32年）4月19日 - ）は、日本の音楽家。ウシャコダのメンバー。

## 人物
千葉県木更津市生まれ、松戸市に育つ。小学生時代に、毎週見ていた「大正テレビ寄席」での牧伸二に魅了され、親にウクレレを買ってもらったのが音楽に興味をもったきっかけであった。中学時代からはスティール弦アコースティックギターにはまり、吉田拓郎、泉谷しげる、古井戸などのコピーを行う。高校時代はディープ・パープル、ドゥービー・ブラザーズにはまり、地元の同級生達とウシャコダを結成する。
1978年、ヤマハ主催のEastWestで、ウシャコダが最優秀グランプリを受賞。翌年、デビューする。
1985年、味の素CFソング「シュガーケイン」をキングレコードよりリリースし、ソロデビュー。翌1986年、日本コロムビアより、ソロ・アルバム「独立宣言」をリリース。1988年、エフエムナックファイブ開局時より2年間「サンデー・オン・ザ・ウェイ」のパーソナリティとして生放送を担当。なお、1989年の放送にて、小学生の頃からあこがれていた牧伸二を番組に招き、弟子入りを許されるとともに「牧伸三」の芸名を授与された。1991年にはエフエム北海道「藤井康一のボーダー・ジャム」のパーソナリティをつとめた。
1992年、ワーナーミュージック・ジャパンより、札幌の老舗バンド「ベーカーショップ・ブギ」のギタリスト・関ヒトシとのアコースティック・デュオ・アルバム「私の青空」をリリース。1999年に2ndアルバム「あつ燗と中華」、2000年に3rdアルバム「ウクレレでごめんね」、2001年に4thアルバム「リトル・ジャイヴ・ボーイス」、2002年に5thアルバム「ウクレレ マン」をリリースした。この過程で、関とのコンビは実力派かつコミカルなエンターテインメントを繰り広げる大人のバンドLittle Jive Boysへと発展。
2001年7月、師匠・牧伸二の「ダンジイの応援歌」をプロデュース。Little Jive Boysのメンバーもレコーディングに参加。8月、オムニバスアルバム「CURRY BLOW」に、Little Jive Boysで牧伸二とともに参加。2006年9月には、牧伸二「ボケボケロック」をプロデュース。
2014年、チャンポンダマンボ（鳥取版）が、ワールドちゃんぽんクラシックの公式テーマソングに選ばれた。
2015年には、千葉県松戸市から、「まつど減CO2大使」に任命され、松戸市減CO2大作戦（松戸市地球温暖化対策地域推進計画）のPRソング「まつど減CO2のうた 愛のゲンコツ」を作成した。いずれの曲も、ダンサーのモッコリー（Moccoly）による振付が作成され、それぞれ地域の子供たちの間で流行した。近年はモッコリーとコンビを組んでライブを行うことが多い。また大澤誉志幸のLIVEにしばしばゲストとして出演している。
2017年よりラヂオもりおかにて、番組「明るい表通りで」を毎週水曜日 19:00～19:30に担当している。